# Paris Is Burning (ep)
Paris is Burning is een ep uitgebracht door St. Vincent.  

## Tracklist
| Nr. | Titel            | Duur |
| --- | ---------------- | ---- |
| 1.  | Paris is Burning | 4:21 |
| 2.  | What Me Worry?   | 3:55 |
| 3.  | These Days       | 3:19 |